# Den svenska synden
Den svenska synden (engelska: the Swedish sin) är internationellt begrepp för Sveriges liberala och naturliga syn på sexualitet och nakenhet.

## Historia
Begreppet växte fram i samband med flera svenska filmer som uppmärksammade internationellt för dess nakenhet i en tid då detta ansågs vara kontroversiellt. Den första filmen var Hon dansade en sommar (1951) där huvudpersonens, en ung Ulla Jacobssons, bröstvårtor syns i bilden. Två år senare, 1953, fick Sverige ytterligare uppmärksamhet då Ingmar Bergmans film Sommaren med Monika kom där med oskyddat tonårssex utanför äktenskapet. Andra filmer var Jag är nyfiken – en film i gult (1967), Jag – en oskuld (1968), ...som havets nakna vind (1968) och Maid in Sweden (1971). Det var i den sistnämnda som den stereotypa bilden av en blondin vid namn Inga fanns med. Senare kom även flera rena porrfilmer som till exempel Kärleksön (1977) och Fäbodjäntan (1978) som även de fick stor uppmärksamhet. 1971 legaliserades pornografin i Sverige.
Begreppet växte även fram i samband med olika tidiga politiska beslut som obligatorisk sexualundervisningen i skolan, legaliserande av preventivmedel samt liberalare syn på homosexualitet men även bildandet av folkrörelser som Riksförbundet för sexuell upplysning (RFSU). Samtidigt som relationen till sex blev mer avslappnat kom även flera svenska upplysningsfilmer. När filmen Ur kärlekens språk (1969) kom väckte den sådan avsky när det visades i London två år senare att cirka 30 000 personer gick ut och demonstrerade. På ett av plakaten lär det ha stått: "Sverige – mer porr, fler självmord, mer alkoholism och mer gonorré för varje år".
Den svenska synden samt de olika filmerna lär ha haft stor betydelse för den sexualrevolution som skedde i USA under 1960-talet.